# الغولة (مسرحية)
الغولة من أشهر المسرحيات التي ألفها رويشد عام 1964م وقام بالإخراج عبد القادر علولة

## ملخص المسرحية
المناضل المزيّف المناهض للثّورة الذي يستغل كل الفرص لتحقيق أغراضه على حساب المصلحة العامة، هو موضوع هذه المسرحية التي تكشف عن نموذج من المسيّرين الذين يسيئون التصرف في الأملاك العمومية، فيتحوّل عملهم إلى إجراءات بيروقراطية فوضوية تنعكس بصورة سلبية على مردود المؤسسة.

## الأدوار
- لطيفة
- رويشد
- بن بوزيد محمد
- بوقاسي عبد القادر
- كويرات سيد علي
- معروف عمار
- حاج عمر
- الطيب أبو الحسن
- حسان الحساني
- بوزيت محمد
- ستيتي مصطفى
- سطنبولي محمد
- نورية
- طواش
- قاسي
- حميدي محمد
- علام رابح
- جميلة
- علولة عبد القادر
- مداني نعمون
- العايب سليمان.

## الجوائز
- جائزة أحسن إنتاج مهرجان المسرح المنستير تونس

## وصلة خارجية
- الغولة